# 栗果野桐
栗果野桐（学名：Mallotus paxii var. castanopsis）为大戟科野桐属下的一个变种。

## 扩展阅读
- 維基物種上的相關：栗果野桐